# فریدون محمودی
فریدون محمودی ۳۲ ساله، از کشته‌شدگان خیزش ۱۴۰۱ ایران، در جریان اعتراضات سقز در تجمع اعتراضی به قتل مهسا امینی با شلیک مستقیم نیروهای جمهوری اسلامی در ۲۸ شهریور ۱۴۰۱ کشته شد.
به دلیل فشار نهادهای امنیتی مراسم خاکسپاری او بدون هیچ مراسمی برگزار شد.
فریدون محمودی پدر یک کودک بود.

## خاکسپاری
یکی از آشنایان/بستگان در حال خاکسپاری پیکر او گفت: «از همه پدران و مادران ایران می‌خواهم فرزندانشان را تنها نگذارند. در خیابان فقط جوانان را می‌بینم، دستشان را بگیریم و تنهایشان نگذاریم. این کهنه حکومت ایران هرطور شده باید برود.»

## مراسم چهلمین روز
مراسم چهلم فریدون محمودی در تاریخ جمعه ۶ آبان ۱۴۰۱ در آرامستان آیچی سقز برگزار شد و تعداد فراوانی مردم در این مراسم شرکت کردند و شعار می‌دادند شهید نمی‌میرد. مراسمی اعتراضی که همسر فریدون برای افراد حاضر سخنرانی کرد و گفت: «فریدون نمی‌میرد».